# ティー・パーティー (小説)
『ティー・パーティー』は、皆川ゆかによる日本のライトノベル。イラストは佐藤まり子が担当している。講談社X文庫ティーンズハート（講談社）より1987年9月から1992年6月まで刊行された。
2巻より表紙等において『八幡高校超常研報告』というシリーズ名が付されているが、全巻のタイトルに含まれる『ティー・パーティー』をシリーズ名として呼称されることが多い。略称は『TP』など。
少女の一人称で語られた学園小説であるが、パラレルワールドや火星文明などを主要なモチーフとするSF作品として構成されている。
著者によると「ワイドスクリーンバロック」。
世界観を同じくし作中のキャラが本編でも登場する、冴木しのぶが主人公の『神無月恭一郎の冒険』全2巻の内容についても取り扱う。

## あらすじ
八幡高校超常研所属の後野まつりの周りでは、怒涛のように超常現象トラブルが巻き起こっていく。
パラレルワールドの出現、漬物怪獣との戦い、火星王朝の抗争、前世の因縁に巨大ロボット。
果てには、世界崩壊の危機に立ち向かうことになる。

## 登場人物
後野 まつり（あとの まつり）
本作の主人公。八幡高校1年生。蘭と栄と共に超常研に入会する。
平凡を自認していたが、次から次へと超常現象トラブルに巻き込まれるようになる。
中盤、太古の神シャチーの転生であることが明らかになる。佳境では世界を崩壊から防ぐため、前世に由来する超常的能力を以って身を挺する。
同性愛への偏見が強く、蘭からのアプローチを有り得ないものとして受け流し続けていたが、終盤に至りその価値観は転回する。
鷲橋 蘭（わしはし らん）
八幡高校1年生。冒頭でまつりのクラスに転校してくる。
ボーイッシュな美少女で、転校してきて間もなく校内にファンクラブが乱立する。
序盤よりまつりに恋愛感情を抱くが、鈍感かつ同性愛への偏見の強いまつりには受け流され続ける。
終盤、蘭もまた太古の神アスラ王ラーフの転生であり、まつりとは前世からの縁であることが明らかになる。
新島 栄（あらしま えい）
八幡高校1年生。まつりのクラスメイト。
可憐な美少女で、校内に複数のファンクラブが存在する。
超能力をもつ。冒頭においてはスプーン曲げなどのごくささやかな力しか使えなかったが、続々と巻き起こる超常現象トラブルの中で能力はエスカレートし、佳境においては栄の超能力が世界の崩壊の危機を招くことになる。
かぐや姫の転生であることが中盤で明らかになる。二重人格的にかぐや姫の人格を抱えており、時折入れ替わる。
志摩 逍遥（しま しょうよう）
八幡高校3年生、超常研会長。栄とは恋仲。
普段は飄々としているが、いざというときにはリーダーシップを発揮する。
庵野 音衣（あんの おとい）
八幡高校3年生、超常研副会長。
大人びたしっかり者だが、木刀と愛読小説のこととなると我を忘れる。
御祠 舞（みほこら まい）
八幡高校1年生。赤い前髪を持つ不良少女で、通称"赤猫"。
火星王朝の王女であることが中盤で明らかになる。火星における王党派と共和派の抗争を経て、久実と共に火星に帰還。
三好 久実（みよし ひさざね）
八幡高校2年生。中盤で転校してくる。
火星のヤークシャであり、王女を守るために地球へやってきた。目的を達し、王女と共に火星に帰還。
ヤミサリ
火星の破戒僧。久実に異常なまでに執着し、「大嫌い」という動機で敵対する。
終盤、アスラ王キャラケンダの転生であることが明らかになる。
パールシャ
ガンダルヴァ。超常研の面々の前に最初に姿を現わした「神」。
不安定になった空間を安定させる働きをするタールを持つ。
終盤、死亡。世界を空間の不安定による崩壊から防ぐため、同じくガンダルヴァの血をひくシャチーの転生であるまつりが、遺されたタールを探し求めることになる。
神無月 恭一郎（かんなづき きょういちろう）
関連作品『神無月恭一郎の冒険』シリーズの副主人公。
火星王朝と繋がりをもつ神無月財閥の御曹司。
八幡高校の修学旅行に行き会ったのを機に、超常研の面々を火星王朝絡みの抗争に巻き込む。
まつりの理想を具現化したような美青年。まつりの前世であるシャチーの夫、シャックラの転生であり、中盤、財閥の意向によりまつりと婚約する。
冴木 しのぶ（さえき しのぶ）
関連作品『神無月恭一郎の冒険』シリーズの主人公。
高校2年生。恭一郎を恋慕している。
恭一郎の前世シャックラの前妻の転生であり、妻の座を奪ったシャチーの転生でまた今生においても恭一郎の婚約者となったまつりのことを、激しく憎む。
終盤、状況に耐えかねて敵方であるヤミサリにつく。
宮里 鹿の子（みやさと かのこ）
恭一郎のまたいとこ。
しのぶと、彼女の離反まで行動を共にする。
帽子屋
恭一郎と対立しており、得意の変装で状況を掻き乱す。
男性。常に女装しているがあくまで趣味であり、トランスジェンダーではない。時に雄々しく活躍する。

## 既刊一覧
- 皆川ゆか（著）・佐藤まり子（イラスト）、講談社〈講談社X文庫ティーンズハート〉、全20巻
  1. 「ぱらどっくすティー・パーティー」1987年9月発行、ISBN 4-06-190121-4
  2. 「すくらんぶるティー・パーティー」1987年12月発行、ISBN 4-06-190139-7
  3. 「ティー・パーティー 古都を行く」1988年5月発行、ISBN 4-06-190177-X
  4. 「今夜は夢にてティー・パーティー」1988年9月発行、ISBN 4-06-190223-7
  5. 「神無月恭一郎の冒険―ソロモン・エクスプレス」1988年11月発行、ISBN 4-06-190241-5
  6. 「めるへん気分でティー・パーティー〈前編〉」1989年1月発行、ISBN 4-06-190260-1
  7. 「めるへん気分でティー・パーティー〈後編〉」1989年2月発行、ISBN 4-06-190271-7
  8. 「シェイクスピア・エクスプレス―神無月恭一郎の冒険」1989年5月発行、ISBN 4-06-190300-4
  9. 「いんたぁみっしょんティー・パーティー」1989年9月発行、ISBN 4-06-190353-5
  10. 「ティー・パーティー 星の王女様〈前編〉」1990年2月発行、ISBN 4-06-190423-X
  11. 「ティー・パーティー 星の王女様〈後編〉」1990年3月発行、ISBN 4-06-190424-8
  12. 「ティー・パーティー 愛のキューピット」1990年7月発行、ISBN 4-06-190489-2
  13. 「ティー・パーティー えくすぷれす」1990年11月発行、ISBN 4-06-190538-4
  14. 「ティー・パーティー 宇宙（そら）へ飛ぶ〈前編〉」1991年3月発行、ISBN 4-06-190598-8
  15. 「ティー・パーティー 宇宙（そら）へ飛ぶ〈後編〉」1991年4月発行、ISBN 4-06-190599-6
  16. 「はるまげどんティー・パーティー」1991年7月発行、ISBN 4-06-198553-1
  17. 「ふぁいなるすてっぷティー・パーティー」1991年12月発行、ISBN 4-06-198596-5
  18. 「ティー・パーティー 我らこの世界を愛す〈前編（接触編）〉」1992年4月発行、ISBN 4-06-198643-0
  19. 「ティー・パーティー 我らこの世界を愛す〈中編（邂逅編）〉」1992年5月発行、ISBN 4-06-198644-9
  20. 「ティー・パーティー 我らこの世界を愛す〈後編（回天編）〉」1992年6月発行、ISBN 4-06-198662-7

## 関連作品
- 『太陽系アイドル伝説―ALICE SOS―』〈上・下〉（ソノラマ文庫）　- ティー・パーティーシリーズの数年前を舞台とする[3]作品。